# Waldburg-Wolfegg

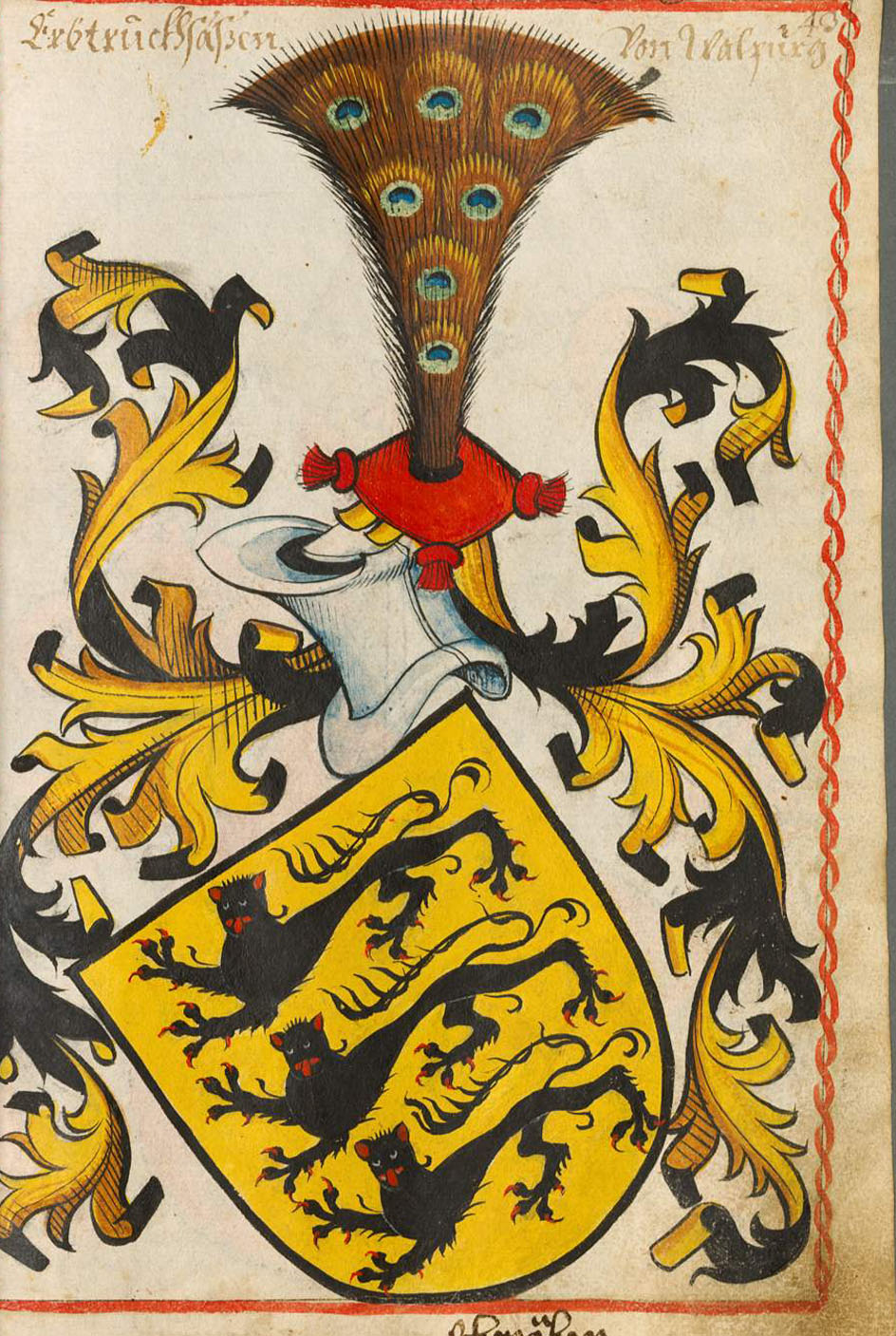
Wappen der Waldburg aus dem Scheiblerschen Wappenbuch von 1450 bis 1480

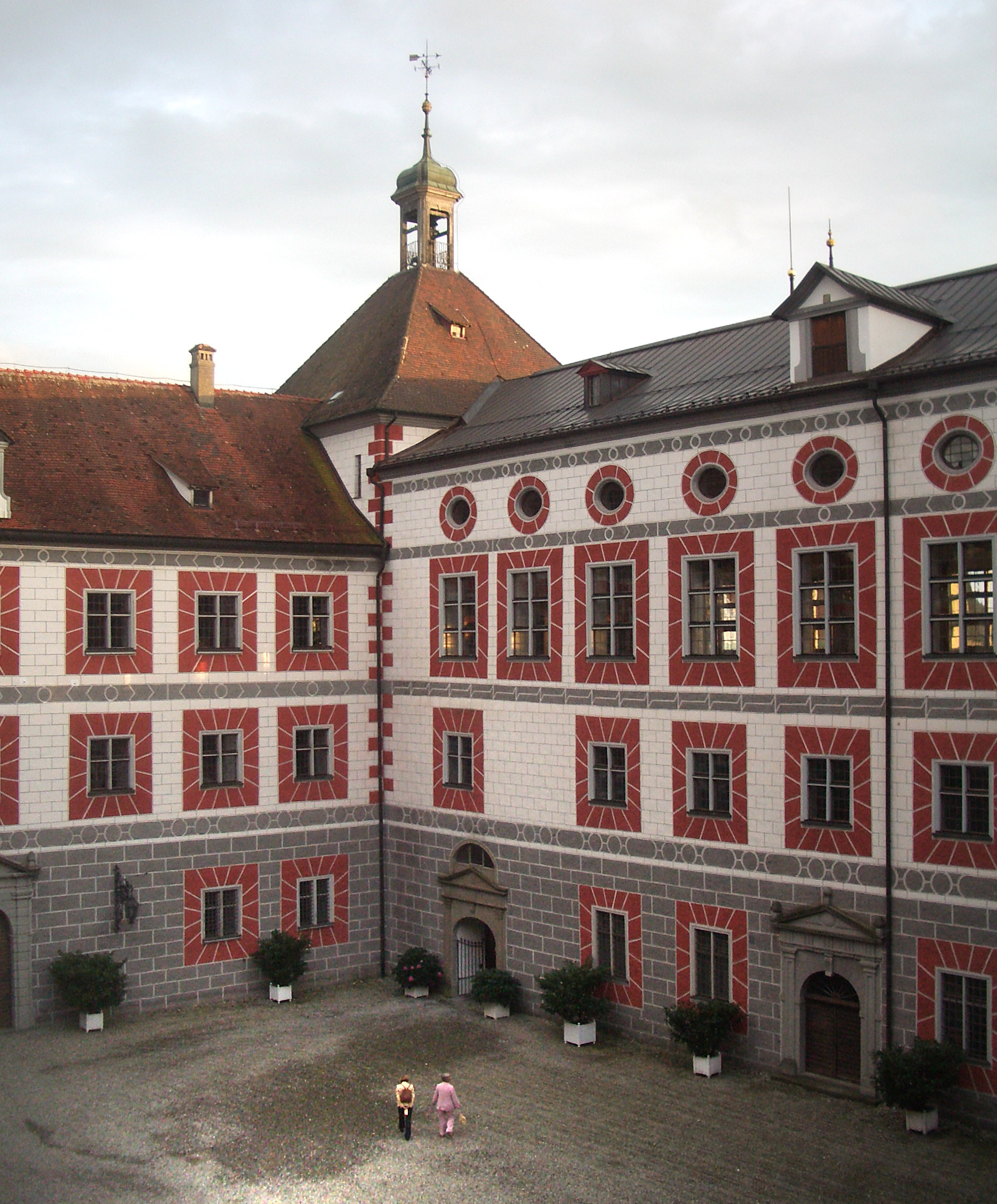
Innenhof von Schloss Wolfegg

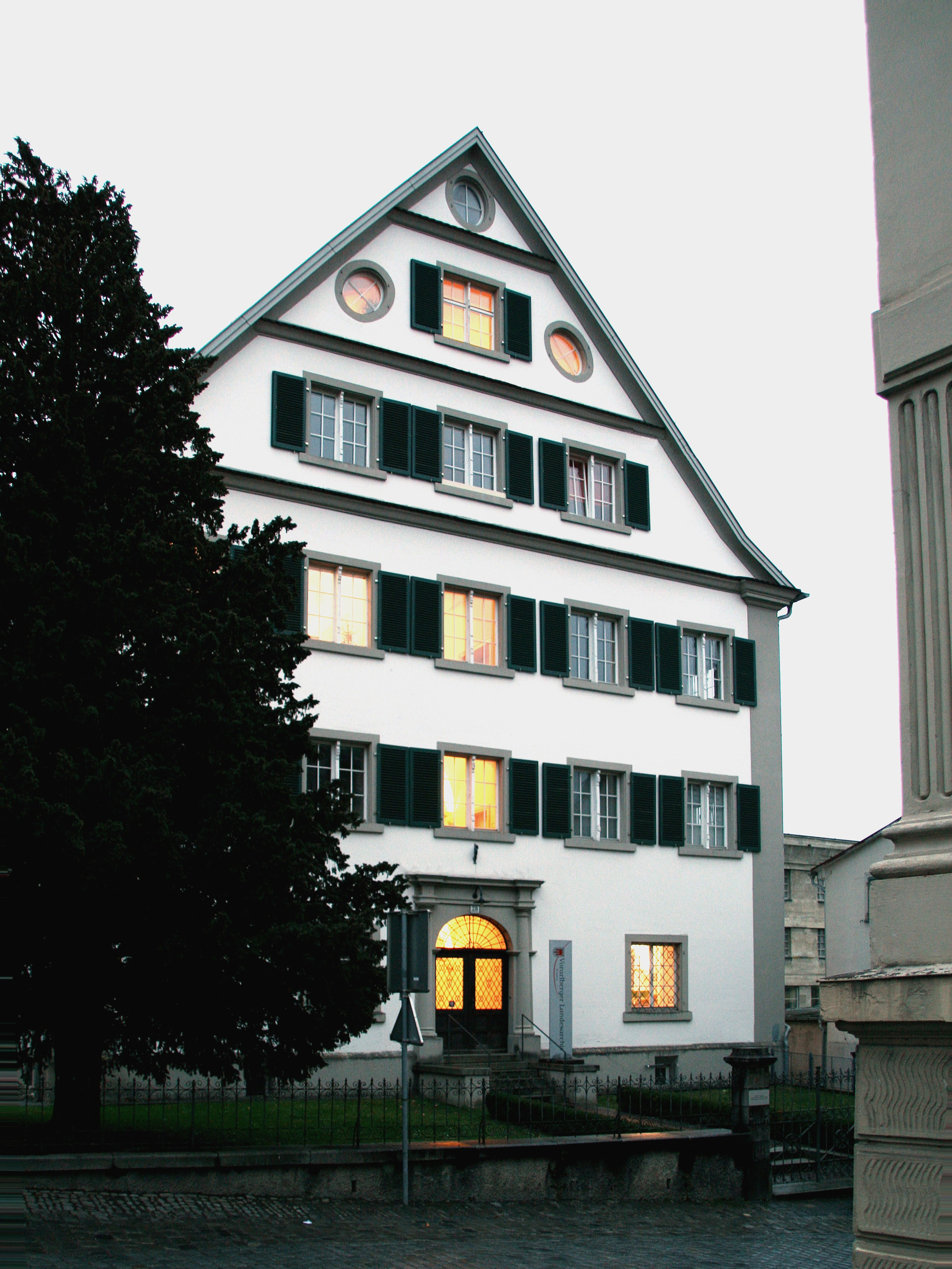
Palais Waldburg-Wolfegg in Bregenz, heute Sitz des Vorarlberger Landesarchivs

Waldburg-Wolfegg ist der Name eines Zweigs des katholischen Adelsgeschlechts Waldburg, der 1595 durch Teilung der Georgischen Linie in die beiden Zweige Waldburg-Wolfegg und Waldburg-Zeil entstand. Hauptwohnsitz der Familie ist Schloss Wolfegg im Landkreis Ravensburg in Oberschwaben.

## Herren der Georgischen Linie des Hauses Waldburg vor der Teilung 1595
Die bei der Teilung des Jahres 1429 entstandene dritte und jüngste Linie des Hauses Waldburg brachte Truchsess  Georg III. von Waldburg hervor, der als Heerführer des Schwäbischen Bundes  im Bauernkrieg 1525 entscheidenden Anteil an der Niederwerfung der Aufstände hatte. Die Georgische Linie zog aus den Ereignissen des Bauernkriegs einen hohen Gewinn an Gebieten, in denen Bauernaufstände niedergeschlagen worden waren, und kassierte erhebliche Lösegelder.
Die Truchsesse der Georgischen Linie bis zur Teilung von 1595 waren:
- 1423–1467 Georg I., Reichserbtruchseß und Freiherr zu Waldburg, Herr zu Wolfegg, Waldsee etc.
- 1467–1482 Georg II., der Lange
- 1482–1511 Johann II.
- 1511–1531 Georg III.
- 1531–1570 Heinrich von Zeil und Wolfegg
- 1531–1569 Georg IV. von Waldsee
- 1569–1589 Jakob II.

1595 erfolgte die Teilung in die Linien Waldburg-Wolfegg, Waldburg-Waldburg und Waldburg-Zeil.

## Linie Waldburg-Waldburg
Truchsess Gebhard residierte 1589 bis 1600 in Waldburg. Sein Erbe wurde 1600 aufgeteilt auf die beiden fortbestehenden Linien Waldburg-Wolfegg und Waldburg-Zeil.

## Die beiden ersten Grafen der Linie Waldburg-Wolfegg
Als eigentlicher Stammvater des Hauses Waldburg-Wolfegg gilt der am 28. Februar 1628 in den Reichsgrafenstand erhobene Truchsess Heinrich, dessen Sohn Maximilian Willibald als kaiserlicher Generalfeldmarschall im Dreißigjährigen Krieg mit seinem Heer für die katholisch-kaiserlichen Truppen erfolgreich die Städte Lindau und Konstanz gegen die anrückenden protestantischen Schweden verteidigte. Er begründete auch die bedeutende Wolfegger Kupferstichsammlung.
- 1589–1637 Heinrich I., Reichsgraf zu Waldburg-Wolfegg 1628
- 1637–1667 Max Willibald

1667 fand eine Aufteilung des Erbes von Graf Max Willibald unter seine beiden Söhne statt, die die Zweige Waldburg-Wolfegg-Wolfegg und Waldburg-Wolfegg-Waldsee begründeten.

## Grafen von Waldburg-Wolfegg-Wolfegg

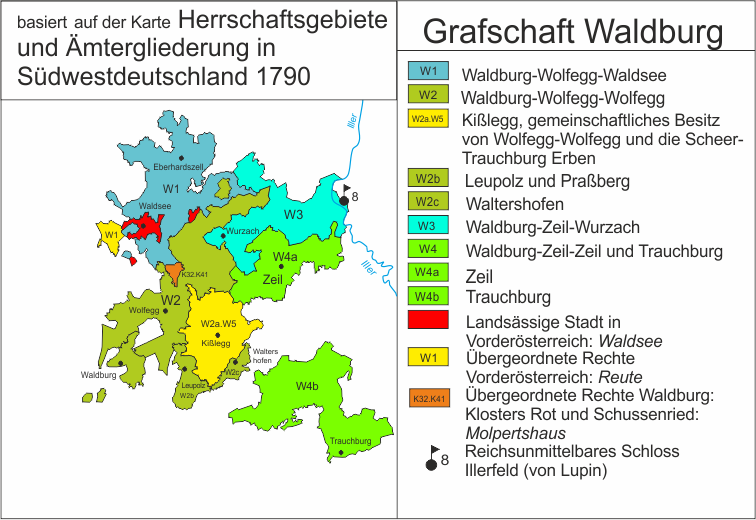
Grafschaft Waldburg um 1790

Die Linie Waldburg-Wolfegg-Wolfegg erhielt die Herrschaften Wolfegg, Waldburg und einen Teil von Schwarzach. Die Grafen von Waldburg-Wolfegg-Wolfegg entfalteten am Ende des 17. Jahrhunderts eine rege Bautätigkeit. Nachdem das 1578 errichtete Schloss in Wolfegg am Ende des Dreißigjährigen Kriegs von schwedischen Truppen in Brand gesteckt worden war und dadurch vor allem das zweite Obergeschoss schwere Schäden erlitten hatte, beauftragte Graf Ferdinand Ludwig (* 1678; † 1735) ab 1690 den Wangener Bildhauer Balthasar Krimmer mit der Neuausstattung des Rittersaals. Die Fertigstellung dieses Saales dauerte bis in die erste Hälfte des 18. Jahrhunderts, in der bereits der Stil des Rokoko zum Zuge kam. Weitere an der Renovierung des Schlosses beteiligte Künstler waren die Stuckatoren Johann Jakob Herkomer und Johannes Schütz sowie die Maler Franz Joseph Spiegler und Johann Georg Hermann. Graf Ferdinand Ludwig hatte durch seine Gemahlin Maria Anna von Schellenberg (* 1681; † 1754) aus Kißlegg eine kunstsinnige Frau zur Seite, die zudem ein reiches finanzielles Erbe mit in die Ehe gebracht hatte. Neben dem Schloss entstand der Neubau der Stiftskirche, welche an die Stelle eines einfach gehaltenen spätmittelalterlichen Gotteshauses trat. Als Baumeister fungierte Johann Georg Fischer. Er war vermutlich in Innsbruck in Kontakt zu Mitgliedern des Hauses Waldburg gekommen, welche in der Tiroler Landesregierung tätig waren. Graf Ferdinand Ludwig ließ auch die 1668 errichtete Loretokapelle in Wolfegg zu ihrem heutigen Erscheinungsbild umgestalten. Auch Spitalstiftungen zur Pflege von Alten und Kranken sowie Leprapatienten entstanden auf Initiative des Grafenpaares in den Herrschaften Wolfegg und Kißlegg. Diesen sozialen Einrichtungen spendete Gräfin Maria Anna und später auch deren Kinder, so etwa der Dompropst Johann Ferdinand zu Konstanz, immer wieder hohe Geldbeträge zur Deckung der laufenden Unterhaltskosten. Dies mag ein Ausdruck der tiefen Frömmigkeit der Grafenfamilie Waldburg-Wolfegg-Wolfegg gewesen sein.
Liste der Grafen von Waldburg-Wolfegg-Wolfegg:
- 1667–1681 Maximilian Franz Eusebius
- 1681–1735 Ferdinand Ludwig
- 1735–1774  Joseph Franz
- 1774–1779 Ferdinand
- 1779–1791 Josef Alois
- 1791–1798 Karl Eberhard Wunibald, Generalleutnant des Schwäbischen Reichskreises

Mit dem Ableben von Graf Karl Eberhard Wunibald fiel das Erbe der Linie Waldburg-Wolfegg-Wolfegg an Graf Joseph Anton von Waldburg-Wolfegg-Waldsee, der 1803 in den Reichsfürstenstand erhoben wurde.

## Grafen von Waldburg-Wolfegg-Waldsee

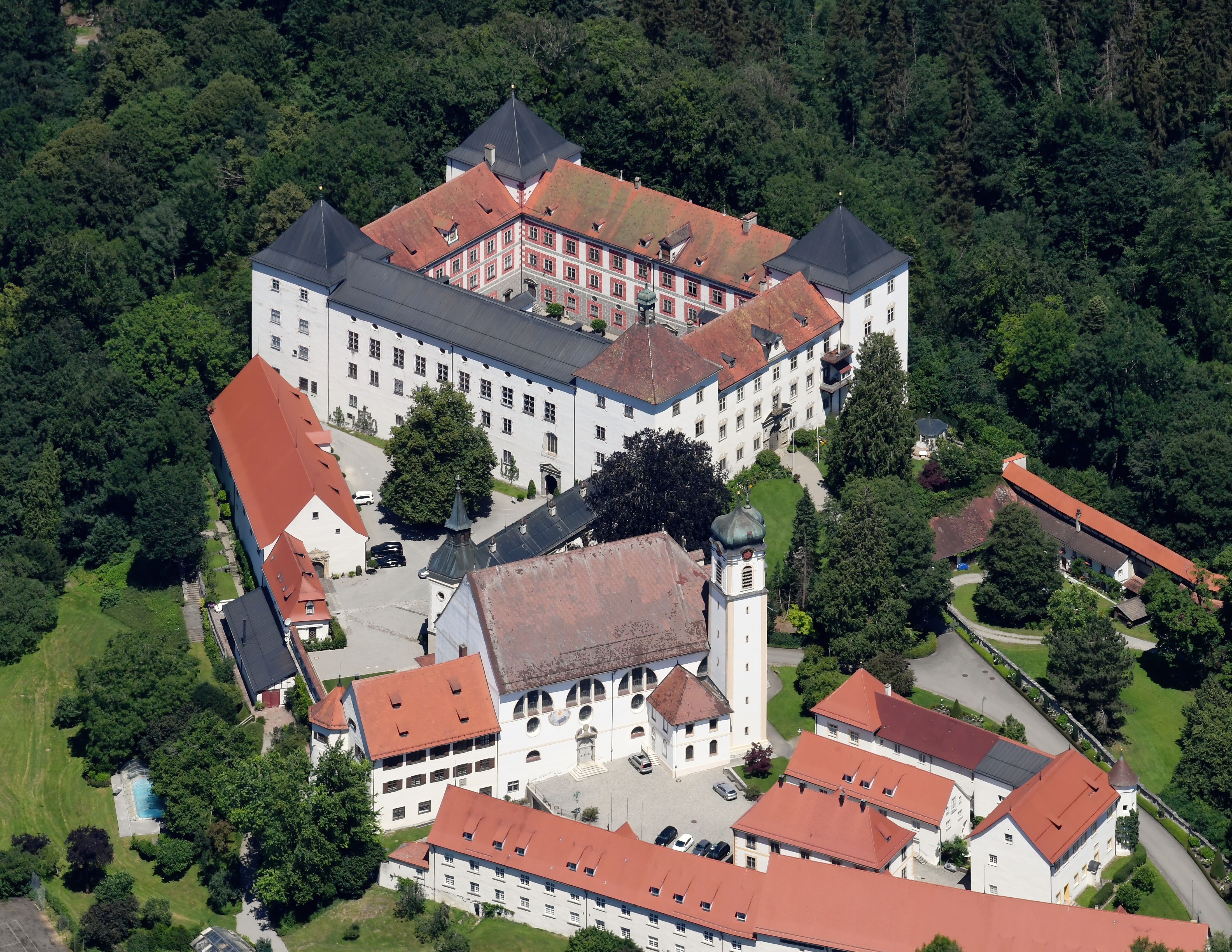
Schloss Wolfegg

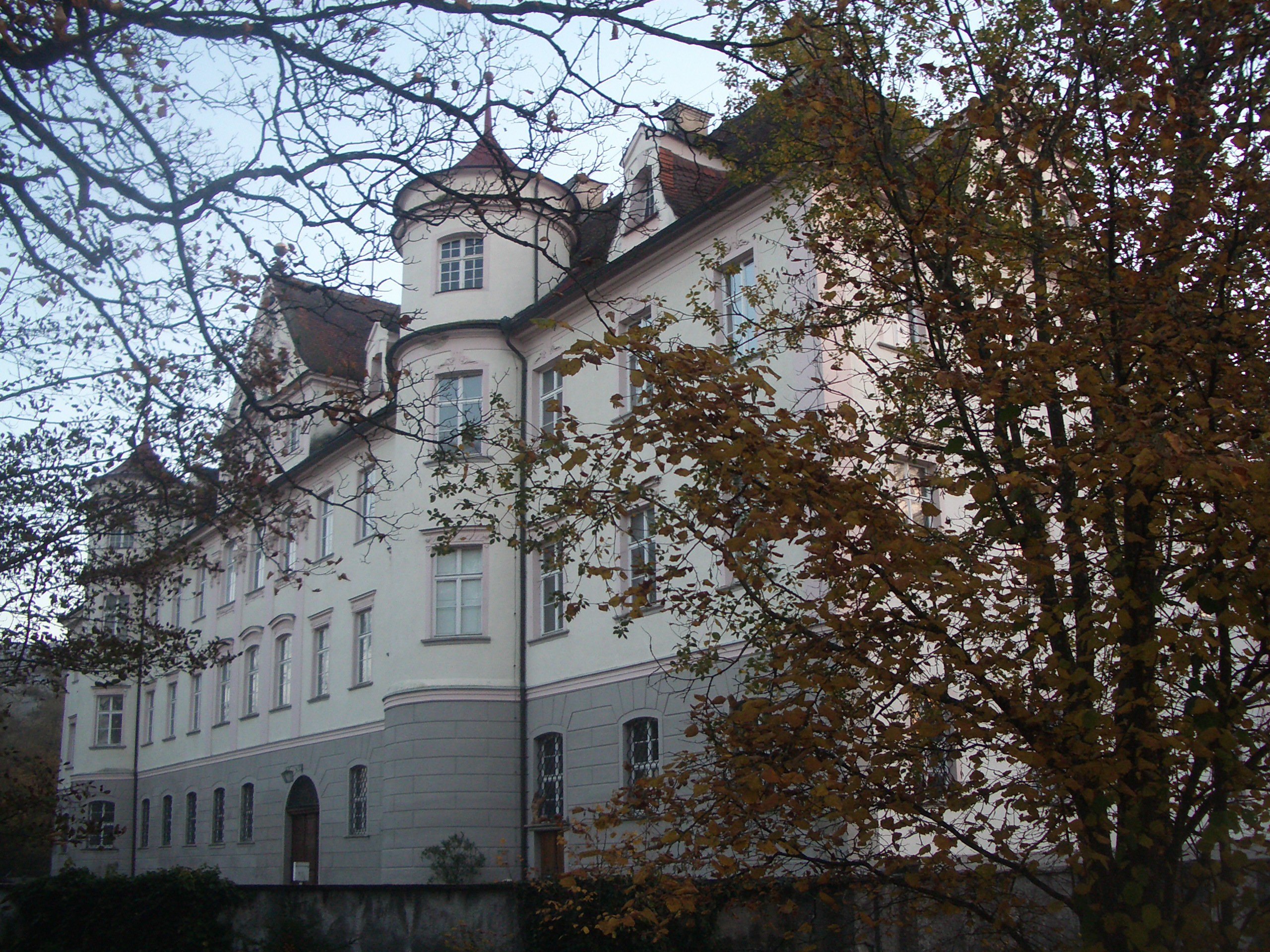
Wasserschloss Waldsee

Diese Linie hatte Bestand bis zum Ende des Heiligen Römischen Reichs im Jahre 1806 und fand ihre Fortsetzung als mediatisiertes fürstliches Haus Waldburg-Wolfegg-Waldsee. An diese Linie fielen bei der Teilung 1667 Waldsee, Eberhardzell, Schweinhausen und der übrige Teil von Schwarzach.
Liste der Grafen von Waldburg-Wolfegg-Waldsee:
- 1667–1724 Johannes
- 1724–1729 Franz Joseph
- 1724–1748 Maximilian
- 1748–1790 Gebhard Johannes († 1791)
- 1790–1806 Joseph Anton Xaver von Waldburg zu Wolfegg und Waldsee, ab 1803 Reichsfürsten zu Waldburg, mediatisiert 1806

Das Fürstentum Waldburg-Wolfegg wurde ebenso wie Waldburg-Zeil und Waldburg-Wurzach 1806 mediatisiert und fiel an Württemberg. Waldburg-Wolfegg gehört zu den standesherrlichen Häusern der zweiten Abteilung des Genealogischen Handbuch des Adels.
1779 wurde die gräfliche Linie Waldburg-Zeil-Lustenau-Hohenems gegründet, die bis 1830 mit Lustenau im Österreichischen Vorarlberg regierend war.

## Burgen und Schlösser der Wolfegger Linie
(Auswahl)
- Burg Waldburg, Stammburg des gesamten Hauses Waldburg, Oberschwaben
- Schloss Wolfegg, Oberschwaben
- Wasserschloss Waldsee, Oberschwaben
- Altes Schloss Kißlegg, Allgäu
- Wasserschloss Unsleben, Landkreis Rhön-Grabfeld
- Schloss Assumstadt bei Züttlingen, Landkreis Heilbronn

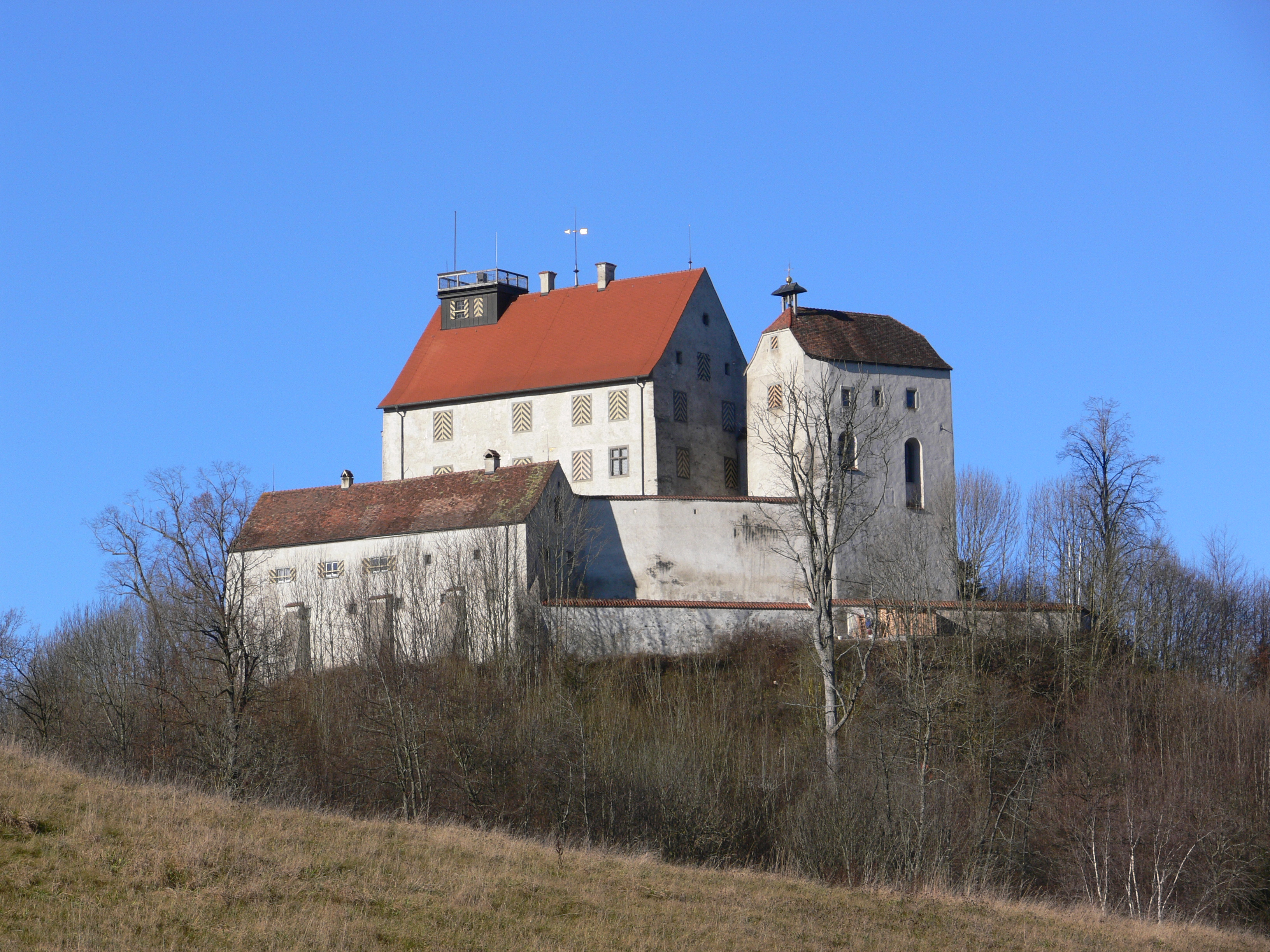
Die Waldburg
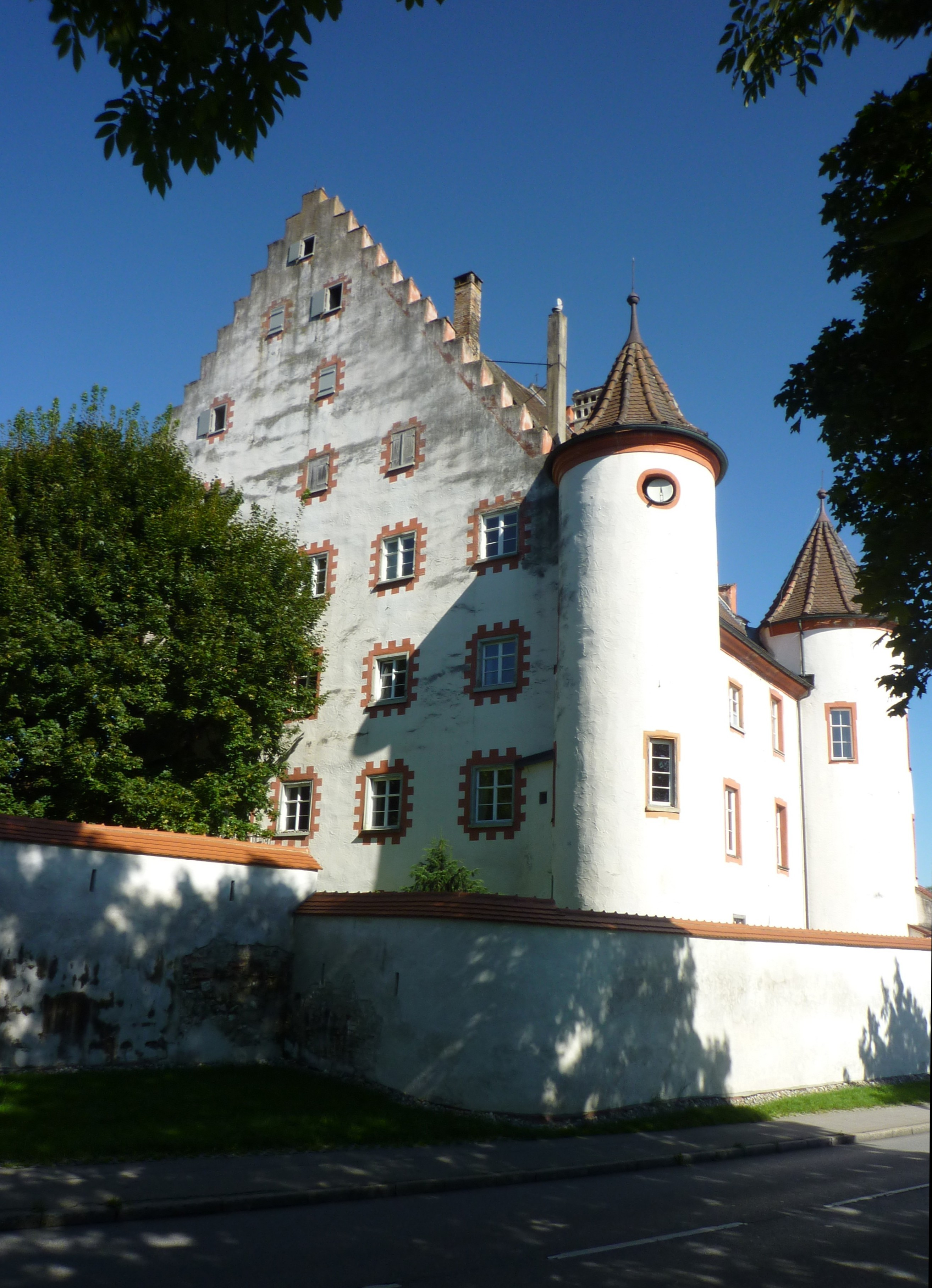
Altes Schloss in Kißlegg
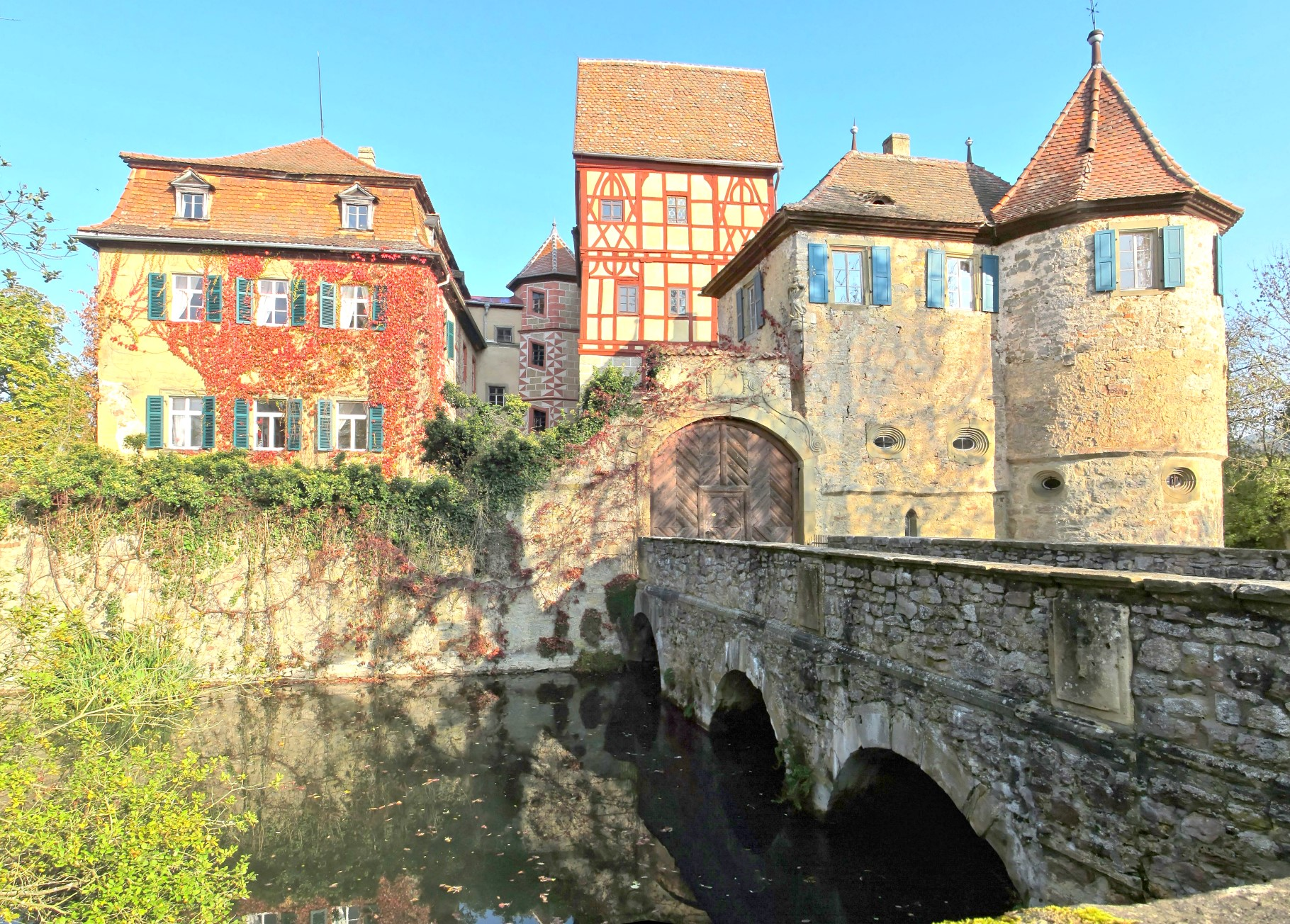
Schloss Unsleben
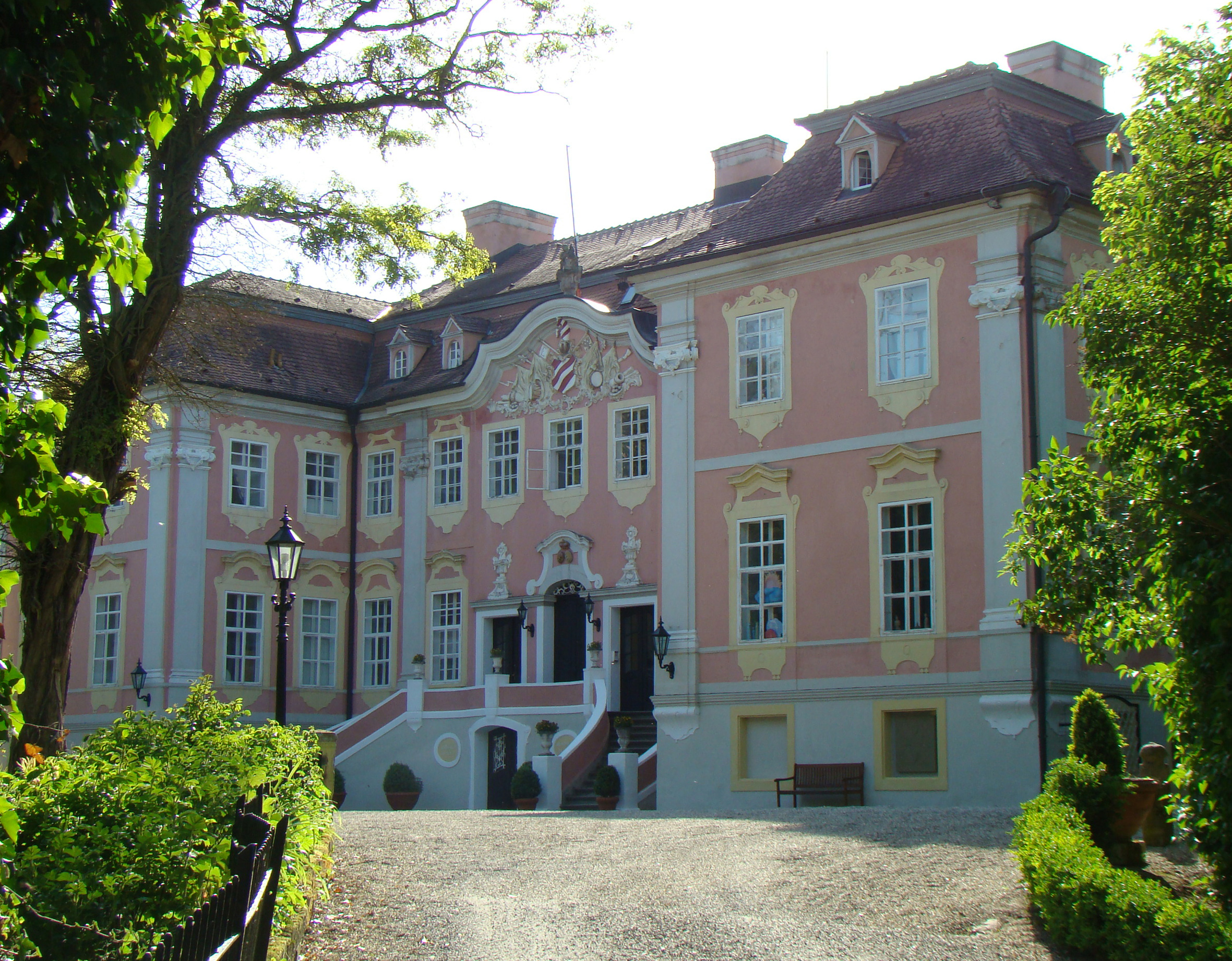
Schloss Assumstadt

## Kulturgutverkäufe
Das Adelsgeschlecht hat über Jahrhunderte eine reiche Sammlung an Kulturgütern zusammengetragen. In den ersten Jahren des 21. Jahrhunderts ist es daraus zu verschiedenen hochrangigen Verkäufen gekommen, die teils auch stark kritisiert wurden. So wurde die einzigartige Karte von Martin Waldseemüller 2001 mit einer Sondergenehmigung der Bundesrepublik Deutschland und des Landes Baden-Württemberg an die Library of Congress verkauft; 2008 ging das Hausbuch (Schloss Wolfegg) an einen ungenannten Käufer (vermutlich August von Finck), der es nach scharfer öffentlicher Kritik zunächst zurückgab, bis das Land Baden-Württemberg den Verkauf doch noch genehmigte; und 2011 erwarb ein Konsortium, bestehend aus dem Kupferstichkabinett der Staatlichen Museen zu Berlin – Preußischer Kulturbesitz, der Kunstsammlungen und Museen Augsburg, der Ernst von Siemens Kunststiftung und des Freistaates Bayern, unterstützt von der Kulturstiftung der Länder und der Rudolf-August Oetker Stiftung für Kunst, Kultur, Wissenschaft und Denkmalpflege den Kleinen Klebeband, in dem rund hundert Zeichnungen aus dem 15. Jahrhundert mit Porträts sowie höfischen und religiösen Motiven zusammengefasst sind.

## Wichtige Vertreter der Dynastie
- Johann von Waldburg zu Wolfegg, auch Johann Constanz Graf von Waldburg-Wolfegg (1598–1644), von 1628 bis 1644 Fürstbischof von Konstanz
- Maximilian Willibald, Graf von Waldburg-Wolfegg (1604–1667), kaiserlicher Generalfeldmarschall, Statthalter, Soldat und Diplomat
- Joseph Anton (1766–1833), 1. Fürst von Waldburg zu Wolfegg und Waldsee, Standesherr im Königreich Württemberg
- Friedrich (1808–1871), 2. Fürst von Waldburg zu Wolfegg und Waldsee, Standesherr im Königreich Württemberg
- Franz (1833–1906), 3. Fürst von Waldburg zu Wolfegg und Waldsee, Standesherr im Königreich Württemberg
- Pater Friedrich de Waldburg SJ (1861–1895), katholischer Priester und Jesuit
- Maximilian von Waldburg-Wolfegg-Waldsee (1863–1950), 4. Fürst von Waldburg zu Wolfegg und Waldsee, Standesherr im Königreich Württemberg
- Franz Ludwig von Waldburg-Wolfegg-Waldsee (1892–1989), „5. Fürst“ und Chef des Hauses, Großgrundbesitzer
- Max Willibald von Waldburg-Wolfegg-Waldsee (1924–1998), „6. Fürst“  und Chef des Hauses, Großgrundbesitzer
- Johannes von Waldburg-Wolfegg-Waldsee (* 1957), „7. Fürst“  und Chef des Hauses, Großgrundbesitzer, verheiratet mit Viviana geb. Condessa Rimbotti aus Florenz